# Dendrogyra cylindrus
Dendrogyra cylindrus (Ehrenberg, 1834) è una madrepora della famiglia Meandrinidae. È l'unica specie del genere Dendrogyra .

## Descrizione
È un corallo coloniale che forma aggregazioni colonnari grossolanamente cilindriche, di colore dal grigio al bruno, alte sino a 2 m.

## Distribuzione e habitat
Questa specie è diffusa nelle barriere coralline dei Caraibi, del golfo del Messico, della Florida e delle Bahamas.

## Conservazione
La Lista rossa IUCN classifica Dendrogyra cylindrus come specie vulnerabile.